# دهستان بوئین
دهستان بوئین نام دهستانی در بخش ننور شهرستان بانه، استان کردستان در ایران است. براساس سرشماری مرکز آمار ایران در سال ۱۳۸۵، جمعیت آن ۵۱۷۲ نفر (۹۰۵ خانوار) بوده‌است.